# Batalla de Incheon
La batalla de Incheon (en coreano: 인천 상륙 작전, Incheon Sangryuk Jakjeon), denominada en clave Operación Chromite, fue un ataque anfibio llevado a cabo por las fuerzas de las Naciones Unidas en la ciudad de Incheon, actualmente Corea del Sur, y que involucró aproximadamente 75 000 soldados y 261 buques de guerra, durante la guerra de Corea entre el 15 y el 19 de septiembre de 1950, en contra de las fuerzas norcoreanas que mantenían ocupada la región. La operación comenzó a las 06:25 (hora local) con el desembarco de tropas en la cercana isla de Wolmi-do —Green Beach—. De forma estratégica, la batalla resultó en una decisiva victoria a favor de las Naciones Unidas, dando como resultado el retroceso del enemigo, la reducción de la presión militar sobre el Perímetro de Pusán y, la recaptura de la capital surcoreana Seúl —entonces ocupada por los norcoreanos— dos semanas después de la ofensiva.
Luego del sorpresivo ataque anfibio, la indefensa ciudad de Incheon fue asegurada luego de ser bombardeada por las tropas de la ONU con la ayuda de las fuerzas surcoreanas. La batalla terminó con una serie de victorias sobre el Ejército Popular de Corea o Inmin Gun. La mayoría de las fuerzas terrestres de las Naciones Unidas involucradas durante el conflicto fueron marines estadounidenses. El plan involucró a cerca de 70 000 efectivos y 261 buques de guerra al mando del general de ejército Douglas MacArthur, en contra de aproximadamente 6000 norcoreanos. MacArthur fue la fuerza impulsora detrás de la operación, superando las fuertes reticencias de los más cautelosos generales, por un arriesgado asalto en un desfavorable terreno. La retirada norcoreana hacia el norte del territorio, y el avance de las tropas de la ONU más allá del paralelo 38 causó la intervención de China en el conflicto. En 1953, tras el Armisticio de Panmunjon, Corea del Norte y Corea del Sur marcaron su frontera en el paralelo 38, dando fin a la guerra.

## Antecedentes

### Perímetro de Pusán
Desde el estallido de la guerra de Corea a raíz de la invasión de Corea del Sur por parte de Corea del Norte el 25 de junio de 1950, el Ejército Popular de Corea había gozado de una superioridad numérica —tanto en recursos humanos como en equipo militar— sobre el Ejército de la República de Corea y las fuerzas de las Naciones Unidas enviadas a Corea del Sur para evitar que éstas colapsen. La estrategia norcoreana se basaba en la persecución agresiva de las fuerzas surcoreanas y de las Naciones Unidas por todas las vías de aproximación hacia el sur, con la intención de hacerlos reaccionar, asaltándolos de forma frontal y haciendo un doble envolvimiento desde los dos flancos de la unidad atacada, lo que permitió a los norcoreanos rodear y aislar a la fuerza opositora, forzándolas a retirarse de forma desordenada, a menudo abandonando gran parte de su equipo. Desde sus ofensiva inicial el 25 de junio a los combates ocurridos en julio y principios de agosto, los norcoreanos usaron esta estrategia para derrotar a cualquier fuerza de las Naciones Unidas que encontraron haciéndolas retroceder hacia el sur. Sin embargo, con la formación del Perímetro de Pusan en agosto, las tropas de las Naciones Unidas mantuvieron una línea continua que los norcoreanos no pudieron flanquear y su ventaja numérica disminuyó diariamente a medida que el superior sistema logístico de las Naciones Unidas hacía llegar más tropas y suministros a las fuerzas de las Naciones Unidas.
Cuando los norcoreanos se aproximaron al Perímetro de Pusan el 5 de agosto, intentaron la misma técnica de asalto frontal en los cuatro ejes principales de acercamiento al perímetro. Durante agosto, ellos realizaron asaltos directos los que resultaron en la Batalla de Masan, la Batalla de la Montaña Batalla, la Primera Batalla de la Saliente de Naktong, la Batalla de Taegu y la Batalla de Bowling Alley. En la costa oriental de la Península de Corea, los surcoreanos repelieron a tres divisiones norcoreanas en la Batalla de P'ohang-dong. Los ataques norcoreanos se estancaron a medida que las fuerzas de las Naciones Unidas, bien equipadas y con una gran cantidad de unidades en reserva preparadas desde la cual obtener refuerzos, las repelieron en forma repetida. A lo largo de todo el frente, las tropas norcoreanas vacilaron con estas derrotas, por primera vez en la guerra la estrategia norcoreana había fallado.
Para el final de agosto las tropas norcoreanas habían sido empujadas más allá de sus límites y muchas de las unidades originales estaban en una situación de muy reducida fuerza y efectividad. Los problemas logísticos azotaban al ejército norcoreano, y la escasez de comida, armas, equipos y soldados de reemplazo probaron ser devastadores para las unidades norcoreanas. Sin embargo, las fuerzas norcoreanas mantenían una alta moral y suficientes suministros para permitirles otra gran ofensiva a gran escala. El 1 de septiembre los norcoreanos lanzaron toda sus fuerzas militares en una gran ofensiva para romper el Perímetro de Pusan, la Gran Ofensiva de Naktong, un ataque simultáneo en cinco ejes que abarcó todo el perímetro. El ataque tomó por sorpresa a las fuerzas de las Naciones Unidas y casi las aplastaron. Las tropas norcoreanas atacaron Kyongju, rodearon a Taegu y a Ka-san, volvieron a cruzar la Saliente de Naktong, amenazaron a Yongsan y continuaron su ataque contra Masan, enfocándose en el río Nam y Haman. Sin embargo, a pesar de sus esfuerzos, en una serie de los combates más brutales de la guerra de Corea, los norcoreanos fracasaron. Incapaces de mantener el terreno ganado, el ejército norcoreano retrocedió como una fuerza mucho más débil y vulnerable a un contraataque.

### Planificación

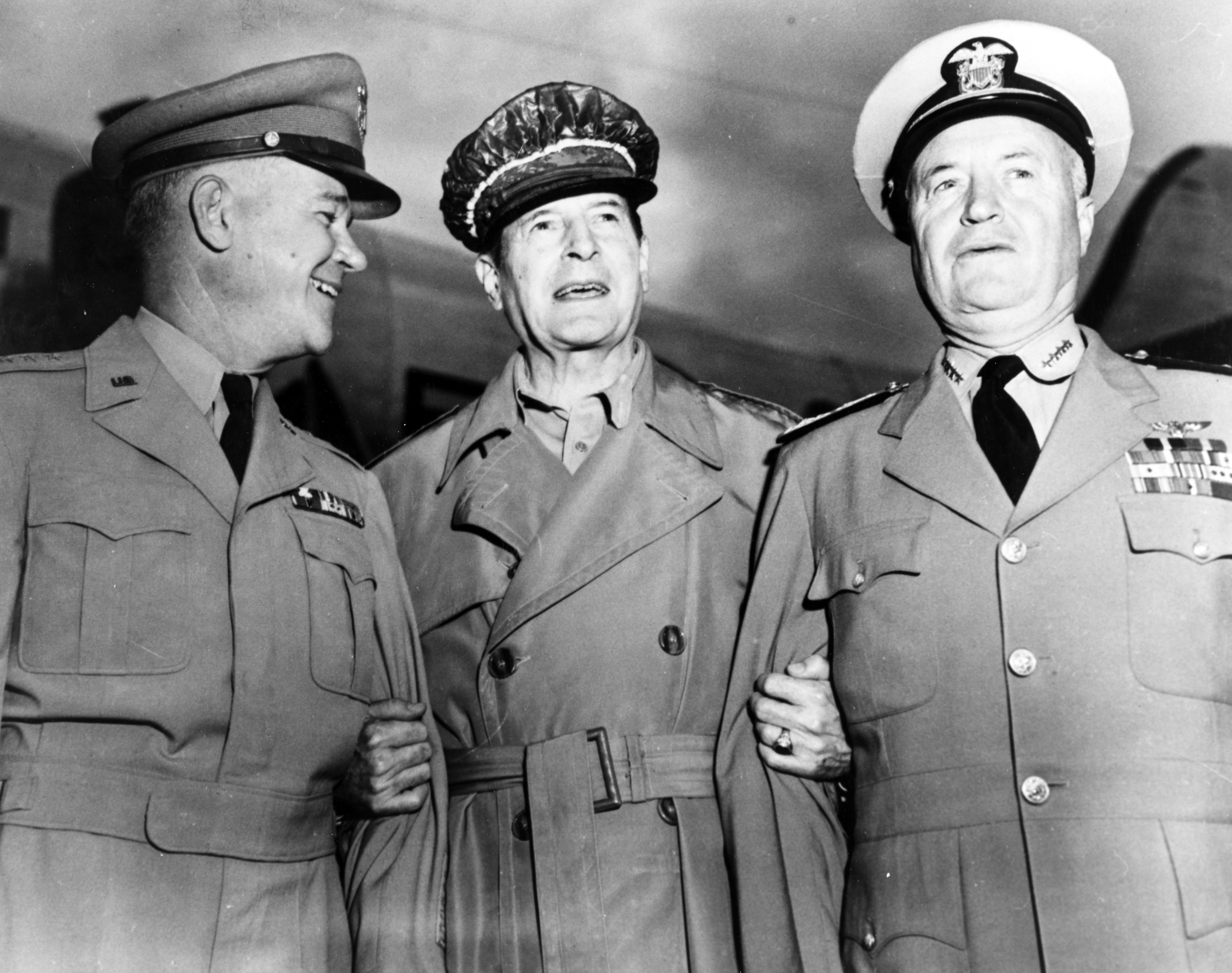
El general de ejército Douglas MacArthur (al centro) toma al general J. Lawton Collins (el jefe de Estado Mayor del Ejército, izquierda) y el almirante Forrest Sherman (el jefe de operaciones navales, derecha) a su arribo a Tokio, Japón. MacArthur usó esta reunión para convencer a los otros líderes militares de que el desembarco en Incheon era necesario.

Días después del inicio de la guerra, el general de ejército Douglas MacArthur, el oficial del Ejército de Estados Unidos al mando de todas las fuerzas de las Naciones Unidas en Corea, concibió un asalto anfibio para retomar el área de Seúl. La ciudad había caído en los primeros días de la guerra en la primera batalla de Seúl. Posteriormente MacArthur escribió que él pensaba que el ejército norcoreano haría retroceder al ejército surcoreano mucho más allá de Seúl. También él dijo que pocos días después de que la guerra comenzara había decidido que los castigados, desmoralizados y malamente equipados surcoreanos, muchos de los cuales no apoyaban al gobierno surcoreano puesto en el poder por Estados Unidos, no serían capaces detener a las fuerzas norcoreanos incluso con el apoyo estadounidense. MacArthur sintió que él podía dar vuelta la marea si lograba un movimientos de tropas decisivo detrás de las líneas enemigas y prefirió Incheon por sobre Chumunjin-up o Kunsan como el sitio del desembarco. Originalmente él había imaginado semejante desembarco, denominado con el nombre código de Operación Bluehearts, para el 22 de julio, con la 1.ª División de Caballería del Ejército de Estados Unidos desembarcando en Inchon. Sin embargo, para el 10 de julio el plan había sido abandonado ya que estaba claro que la 1.ª División de Caballería sería necesaria en el Perímetro de Pusan. El 23 de julio, MacArthur formuló un nuevo plan, la Operación Chromite, la que requería un asalto anfibio realizado por la 2.ª División de Infantería del Ejército de Estados Unidos y el 5.º Regimiento de Marines del Cuerpo de Marines de los Estados Unidos a mediados de septiembre de 1950, pero esto, esto no se hizo ya que también ambas unidades fueron movilizadas hacia el Perímetro de Pusan. En vez de eso MacArthur decidió utilizar la 7.ª División de Infantería, su última unidad de reserva en Asia Oriental, para realizar la operación tan pronto como esta pudiera ser llevada a plena capacidad de tiempo de guerra.
Para prepararse para la invasión, MacArthur activó al X Cuerpo estadounidense para actuar como el mando de las fuerzas de desembarco y designó al mayor general Edward Almond, su jefe de Estado Mayor, como el comandante del cuerpo, anticipando que la operación significaría una rápido fin de la guerra. Durante agosto, MacArthur enfrentó el desafío de reequipar a la 7.ª División de Infantería ya que 9000 de su hombres habían sido enviados a reforzar el Perímetro de Pusan y estaba con una dotación muy baja. También él enfrentó el desafío de que el Cuerpo de Infantería de Marina, reducido desde su tamaño de la Segunda Guerra Mundial, tuvo que reconstruir a la 1.ª División de Marines, usando elementos de la 1.ª Brigada Provisional de Marines que se encontraba combatiendo en Pusan así como al 1.º Regimiento de Marines y al 7.º Regimiento de Marines, que sacó infantes de marina desde tan lejos como el Mar Mediterráneo y los llevó a Corea para realizar la tarea del asalto anfibio. MacArthur le ordenó a las tropas de Aumento Coreano al Ejército de Estados Unidos, conscriptos surcoreanos asignados a unidades del Ejército de los Estados Unidos, reforzar a la 7.ª División de Infantería, mientras que asignaba todo el equipamiento que llegaba a Corea al X Cuerpo, a pesar de ser crucialmente necesario para el Octavo Ejército estadounidense en las líneas del frente.

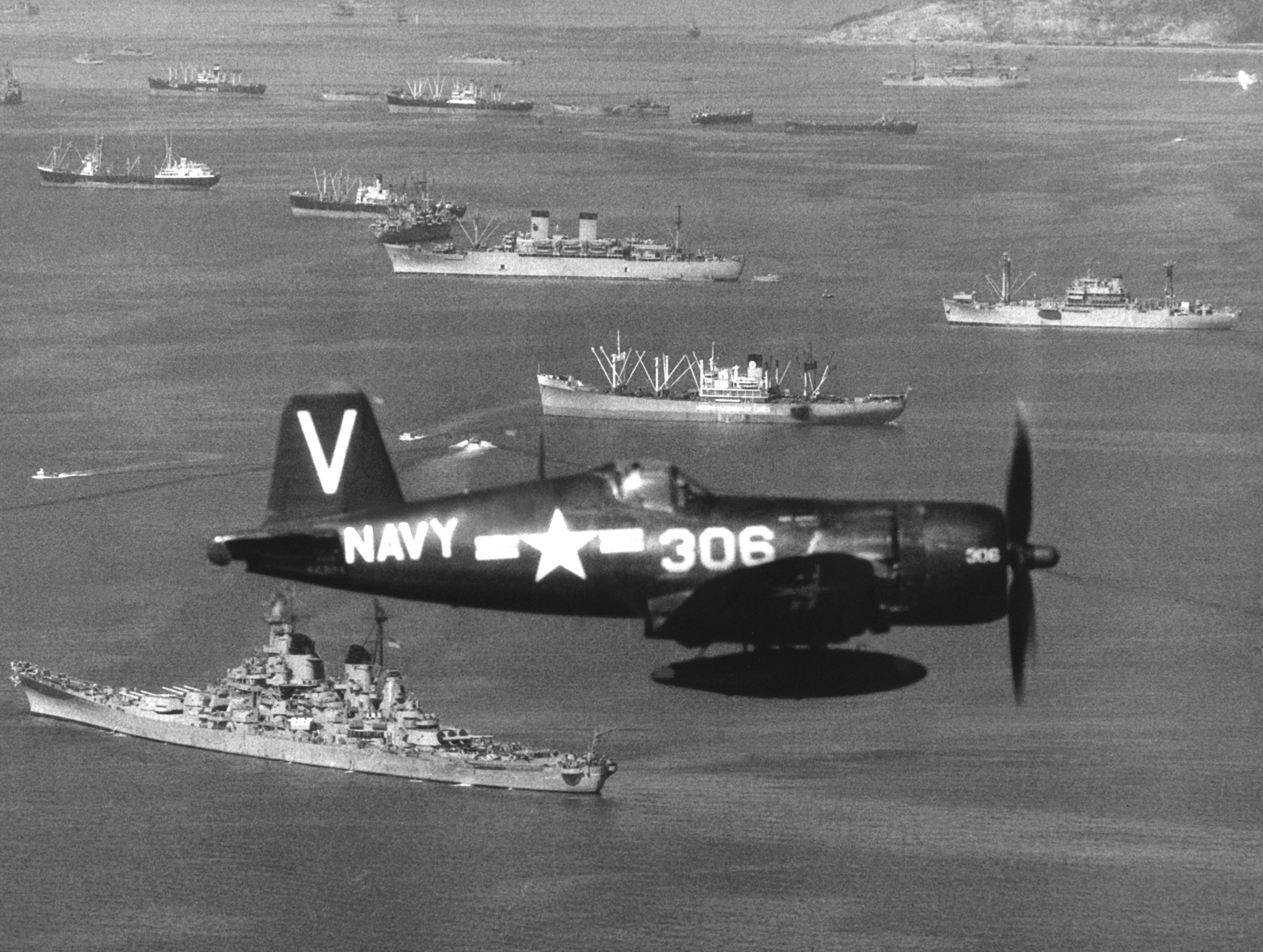
Un Vought F4U-4B Corsair del Escuadrón de Caza 113 (VF-113) (los "Stingers") vuela sobre buques de las Naciones Unidas frente a Inchon, Corea, el 15 de septiembre de 1950. El VF-113 estaba asignado al Grupo de Portaaviones Once (CVG-11) embarcado en el portaaviones. Se puede ver al acorazado bajo el Corsair.

MacArthur decidió usar al Grupo de Estrategia y Operaciones Conjunto  de su Comando de Extremo Oriente de Estados Unidos. El plan inicial se encontró con escepticismo por parte de los otros generales debido a que las defensas naturales y artificiales de Incheon eran formidables. Las rutas de acercamiento a Incheon eran dos restringidas pasadas, que podían ser fácilmente bloqueadas por minas navales. La corriente de los canales también era peligrosamente rápida, entre tres a ocho nudos (3,5 a 9,2 millas por hora; 5,5 a 14,8 km/h). Finalmente, la zona de anclaje era pequeña y el puerto estaba rodeado por altos rompeolas. El comandante de la Armada de Estados Unidos Arlie G. Capps observó que el puerto tenía "todas y cada una de las desventajas naturales y geográficas". Los líderes de la Armada de Estados Unidos favorecían un desembarco en Kunsan, pero MacArthur desautorizó esto debido a que él pensaba que esto no sería lo suficiente decisivo como para una victoria. También él sentía que los norcoreanos, quienes también consideraban que las condiciones en el canal de Incheon hacían imposible un desembarco, serían sorprendidos y tomados fuera de guardia por el ataque.
El 23 de agosto, los comandante sostuvieron una reunión en el cuartel general de MacArthur en Tokio. El jefe de Estado Mayor del Ejército de los Estados Unidos general J. Lawton Collins, el Jefe de Operaciones Navales almirante Forrest Sherman y el adjunto de operaciones de la Fuerza Aérea de Estados Unidos teniente general Idwal H. Edward volaron desde Washington D. C. a Japón para tomar parte en esta reunión; el Jefe del Estado Mayor de la Fuerza Aérea de Estados Unidos general Hoyt Vandenberg no asistió, posiblemente debido a que él "no quería legitimizar una operación que esencialmente les pertenecía a la Armada y a los Infantes de Marina". El estado mayor del Cuerpo de Infantería de Marina, quienes eran los responsables de liderar el desembarco en Incheon, no estaban invitados, lo que se convirtió un tema de disputa. Durante la reunión, nueve miembros del estado mayor de la Armada liderados por el almirante James H. Doyle hablaron por casi 90 minutos sobre cada aspecto técnico y militar del desembarco. MacArthur le dijo a sus oficiales que aunque el desembarco en Kunsan haría que un enlace con el Octavo Ejército fuera relativamente fácil, un desembarco allí "sería un intento de envolvimiento que no rodearía nada" y que colocaría más tropas en un bolsillo vulnerable del Perímetro de Pusan. MacArthur se ganó a Sherman al hablar de su afecto por la Armada de Estados Unidos y relatando la historia de como la Armada lo había rescatado de Corregidor para llevarlo a un lugar seguro en el año 1942 durante la Segunda Guerra Mundial. Sherman estuvo de acuerdo en apoyar la operación en Incheon, dejando a Doyle furioso.

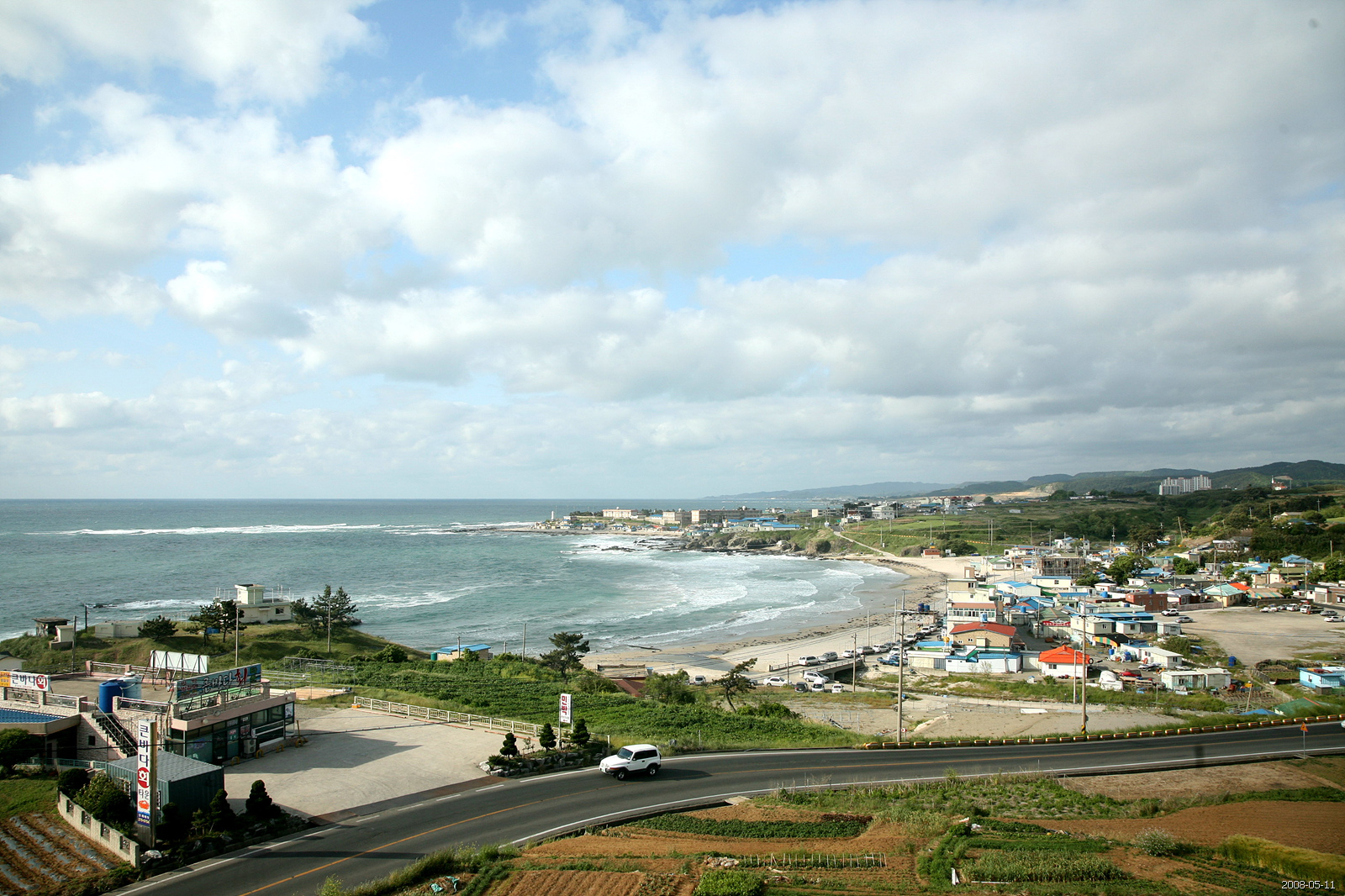
La playa de Pohang, donde las fuerzas de las Naciones Unidas desembarcaron sin oposición en 1950.

A pesar de estos obstáculos, en septiembre MacArthur entregó un plan revisado del asalto en Incheon: el Plan 100-B, con el nombre código de Operación Chromite. MacArthur pasó 45 minutos después de la reunión explicando sus razones para seleccionar Incheon. Él dijo que debido a que estaba tan fuertemente defendido, el enemigo no esperaría un ataque allí, que la victoria en Incheon evitaría una brutal campaña invernal y que, al invadir un punto fuerte en el norte, las fuerzas de las Naciones Unidas cortarían las líneas de abastecimientos y de comunicaciones de los norcoreanos. Él también escogió Incheon debido a su proximidad a Seúl. El almirante Sherman y el general Collins regresaron a Washington D. C. y logró que la invasión fuera aprobada.
El desembarco en Incheon no fue la primera operación a gran escala desde la Segunda Guerra Mundial. Esa distinción pertenece al desembarco de las Naciones Unidas el 18 de julio de 1950 en Pohang, Corea del Sur. Sin embargo, esta operación no ocurrió en territorio en manos enemigas y no encontró oposición.

## Preludio
Antes de la principal batalla en tierra firme, las fuerzas de las Naciones Unidas desembarcaron espías en Incheon y bombardearon las defensas de la ciudad por aire y mar. También las fuerzas de las Naciones Unidas realizaron operaciones de distracción para alejar la atención del enemigo lejos de Incheon.

### Manteniendo la sorpresa

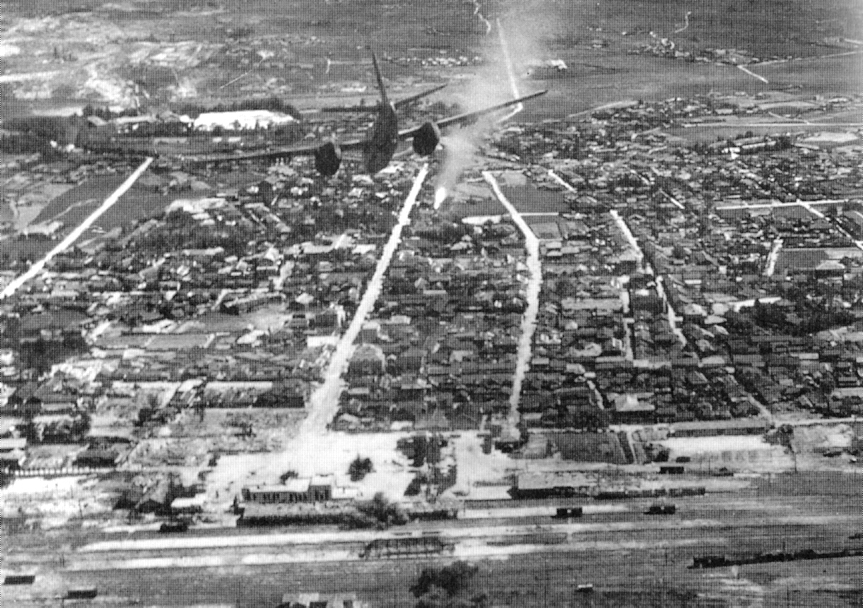
Un B-26 Invader del Grupo de Bombarderos (Ligero) de la Fuerza Aérea de Estados Unidos realiza un ataque con cohetes contra una patio de maniobra de ferrocarriles en Iri, Corea del Sur, a principios de septiembre de 1950 como parte de operaciones de decepción para alejar la atención del enemigo de los planificados desembarcos en Incheon.

Con hombres, suministros y buques concentrándose obviamente en Pusan y en los puertos japoneses para una gran operación anfibia y con la prensa en Japón refiriéndose a los próximos desembarcos como la "Operación Common Knowledge" (en castellano: Operación Conocimiento Común), el comando de las Naciones Unidas temía que este fallaría en lograr la sorpresa en los desembarcos en Incheon. Exacerbando este temor, el líder de un anillo de espías norcoreanos-japoneses arrestado en Japón a principios de 1950 tenía una copia del plan para la Operación Chromite y las fuerzas de las Naciones Unidas no sabían si este había logrado transmitir el plan a Corea del Norte antes de su arresto. Aviones de patrulla marítima, buques de guerra de superficie y submarinos operaban en el Mar de Japón y en el Mar Amarillo para detectar cualquier reacción por parte de las fuerzas militares norcoreanas, soviéticas o chinas, y el 4 de septiembre de 1950 cazas F4U Corsair del Escuadrón de Caza 53 (VF-53) de la Armada de Estados Unidos operando desde el portaaviones USS Valley Forge (CV-45) derribaron un bombardero Douglas A-20 Havoc de la Fuerza Aérea Soviética después de que abrió fuego contra ellos sobre el Mar Amarillo y cuando volaba en dirección a una fuerza de tarea naval estadounidense que se encontraba allí.
Además del bombardeo aéreo y naval, las fuerzas de las Naciones Unidas tomaron otras medidas para atraer la atención del enemigo sobre Kunsan. En los muelles de Pusan, los oficiales del Cuerpo de Marines de los Estados Unidos informaron a sus hombres de un inminente desembarco en Kunsan con coreanos escuchándolos y en la noche del 12 al 13 de septiembre de 1950 la fragata HMS Whitesand Bay (F633) de la Marina Real Británica desembarcó tropas de operaciones especiales del Ejército de Estados Unidos y comandos de los Reales Infantes de Marina en los muelles de Kunsan, asegurándose de que las fuerzas enemigas notaran su presencia.
Las fuerzas de las Naciones Unidas realizaron una serie de ejercicios, pruebas e incursiones en otras partes de la costa de Corea, donde las condiciones eran similares a las de Inchon, antes de la invasión real. Estos ejercicios fueron usados para perfeccionar los tiempos y desempeños de las embarcaciones de desembarco, pero también tenían la intención de confundir adicionalmente a los norcoreanos acerca del lugar de la invasión.

### Infiltración de Incheon

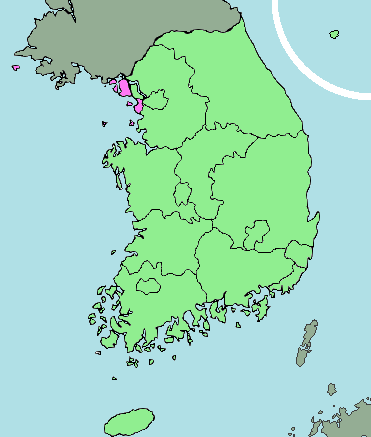
Incheon, Corea del Sur, en color rosado.

Catorce días antes del ataque principal contra Incheon, un esfuerzo conjunto de reconocimiento por parte de la Agencia Central de Inteligencia y la inteligencia militar, con el nombre en clave de Trudy Jackson, colocó un equipo en el puerto de Incheon. El grupo, liderado por el teniente de la Armada de Estados Unidos Eugene F. Clark, desembarcó en Yonghung-do, una isla en la boca del puerto. Desde allí transmitieron información de inteligencia hacia las fuerzas de las Naciones Unidas.
Con la ayuda de colaboradores locales, el teniente Clark, el teniente de la Armada de la República de Corea Youn Joung y el exoficial de la contrainteligencia surcoreana el coronel Ke In-Ju reunieron información acerca de las mareas, composición de las playas, llanuras de marea y rompeolas. Las mareas en Incheon tienen en promedio una amplitud de 8,8 metros (29 pies) y una amplitud máxima observada de 11 metros (36 pies), convirtiendo su amplitud de marea en una de las más grandes del mundo y la más grande del litoral en toda Asia. El comando observó las mareas en Inchon durante dos semanas y descubrió que las cartas de mareas estadounidenses eran inexactas, pero afortunadamente las cartas japonesas eran muy buenas. También proporcionaron informes detallados sobre las posiciones de artillería y fortificaciones norcoreanas en la isla de Wolmido, en Incheon y las islas cercanas. Durante los extensos periodos de marea baja localizaron y eliminaron algunas de las minas navales del enemigo, pero en un hecho que sería crítico para el éxito de la futura invasión, Clark informó que los norcoreanos no habían minado de forma sistemática los canales.
Cuando los norcoreanos descubrieron que los agentes habían desembarcado en las islas cercanas a Inchon hicieron varios ataques, incluyendo una incursión tentativa contra Yonghung-do con seis juncos. Clark instaló una ametralladora en un sampan y hundió a los juncos atacantes. En respuesta, los norcoreanos mataron a unos 50 civiles por ayudar a Clark.

### Bombardeos de Wolmido e Incheon

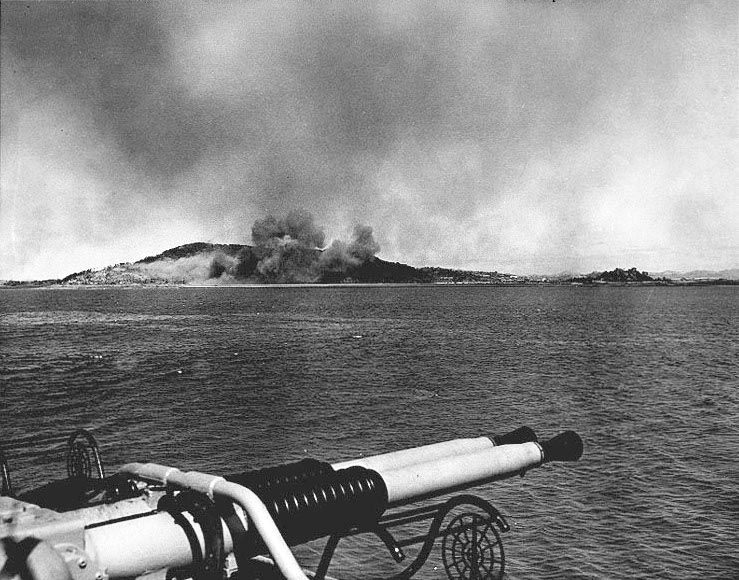
Wolmido bajo bombardeo el 13 de septiembre de 1950, dos días antes de los desembarcos, visto desde el destructor de la Armada de Estados Unidos.

El 10 de septiembre de 1950, cinco días antes del desembarco en Incheon, 43 aviones de guerra estadounidenses volaron sobre Wolmido, dejando caer 93 contenedores de napalm para quemar su ladera oriental en un intento de limpiar el camino para las tropas estadounindenses.
La flotilla de embarcaciones que desembarcó y apoyó a la fuerza anfibia durante la batalla estuvo al mando del vicealmirante de la Armada de Estados Unidos Arthur D. Struble, un experto en guerra anfibia. Struble había participado en las operaciones anfibias de la Segunda Guerra Mundial, incluyendo los desembarcos de Normandía y la Batalla de Leyte. Él se dirigió a Incheon a bordo de su buque insignia, el crucero pesado USS Rochester (CA-124), el 12 de setiembre de 1950.
A medida que los grupos de desembarco se acercaban, los cruceros y destructores estadounidenses y canadienses bombardearon las fortificaciones de Wolmido y comprobaron si había minas navales en el Canal del Pez Volador (Flying Fish Channel, en inglés). Las primeras fuerzas canadienses en entrar a la guerra de Corea fueron los destructores de la Marina Real Canadiense HMCS Cayuga, HMCS Athabaskan y HMCS Sioux cuando bombardearon la costa. Los aviones de la Fuerza de Tareas de Portaaviones Rápidos de las Naciones Unidas ubicada frente a la costa volaron misiones de cubierta de cazas, interdicción y ataque a tierra. Centenares de civiles coreanos murieron en estos ataques sobre el ligeramente defendido puerto.
A las 0700 del 13 de setiembre, el Noveno Escuadrón de Destructores de la Armada de Estados Unidos, encabezado por el destructor USS Mansfield (DD-728), navegó aguas arriba por el Canal Oriental hasta llegar al puerto de Incheon, donde dispararon contra los emplazamientos de cañones norcoreanos ubicados en Wolmido. Los ataques advirtieron a los norcoreanos que un desembarco podría ser inminente y el oficial norcoreano al mando en Wolmido aseguró a sus superiores que él rechazaría al enemigo de regreso hacia el mar.

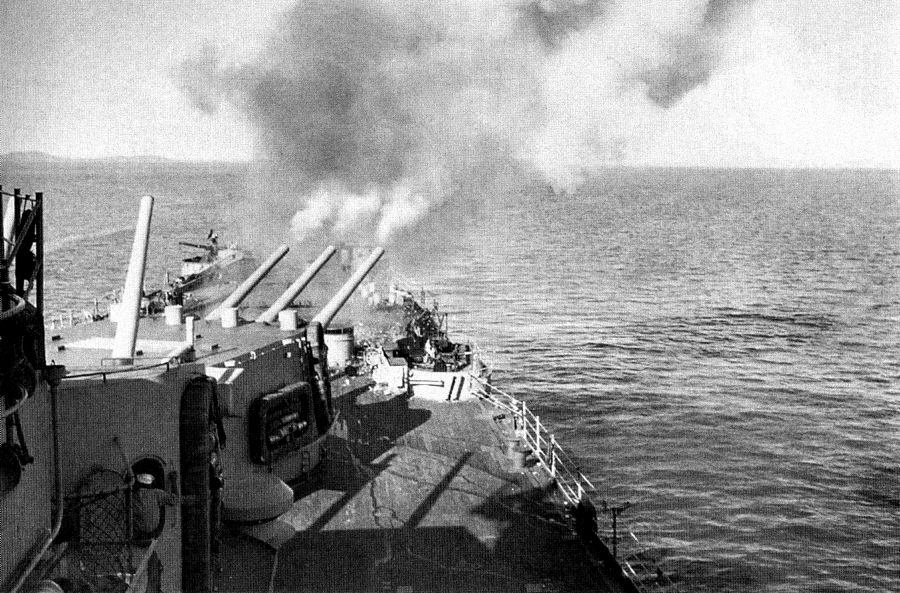
La torreta de popa del crucero pesado de la Armada de Estados Unidos dispara sus cañones de 8 pulgadas (203 milímetros) durante el bombardeo previo a la invasión.

La artillería norcoreana retomó el fuego, infligiendo daños significativos en tres de los buques de guerra atacantes, matando a un marinero estadounidense e hiriendo a otros seis. El destructor USS Collett (DD-730) recibió la mayoría del daño; siendo impactado por nueve proyectiles de 75 milímetros, los cuales hirieron a cinco hombres. El destructor USS Gurke (DD-783) recibió el impacto de tres proyectiles que resultaron en daños ligeros y ninguna baja. Posteriormente la prensa internacional informó que el tripulante muerto, David H. Swenson del destructor USS Lyman K. Swenson (DD-729), era el sobrino del capitán Lyman Knute Swenson, del mismo apellido que el buque USS Lyman K. Swenson, pero posteriormente se demostró que eso era falso.

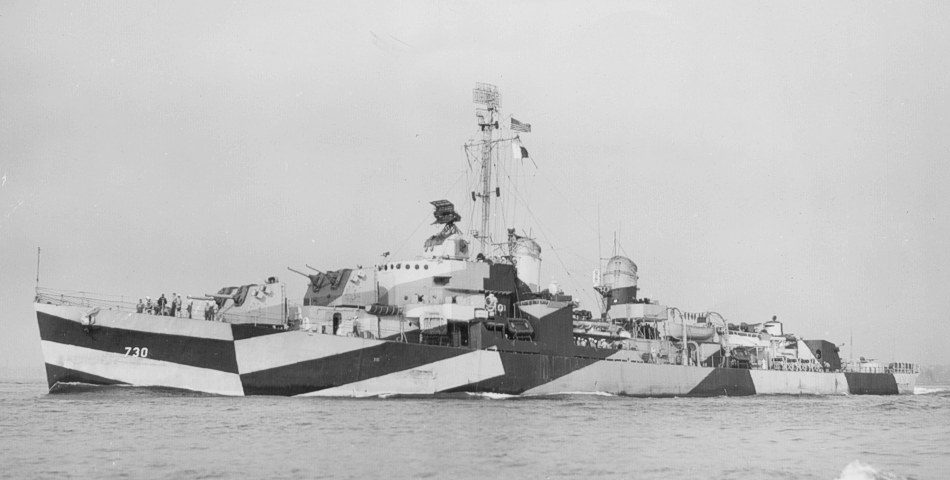
El destructor de la Armada de Estados Unidos, fotografiado en mayo de 1944 mientras estaba pintado con un camuflaje de deslumbramiento, estuvo entre los buques dañados durante el bombardeo contra Wolmi-do.

Entre ellos, los destructores canadienses y estadounidenses dispararon más de mil proyectiles de 127 mm (5 pulgadas), infligiendo severos daños en las fortificaciones de Wolmido.
Los destructores estadounidenses se retiraron después de bombardear Wolmido durante una hora el Rochester, el crucero pesado estadounidense USS Toledo (CA-133) y los cruceros ligeros británicos HMS Jamaica y HMS Kenya procedieron a bombardear las baterías norcoreanas durante las siguientes tres horas desde el sur de la isla. El teniente Clark y su escuadra de surcoreanos vigilaron desde las colinas al sur de Incheon, marcando las posiciones desde donde las ametralladoras norcoreanas disparaban contra los buques estadounidenses. Ellos transmitieron esta información a la fuerza de invasión vía Japón durante la tarde.
Durante la noche entre el 13 y 14 del setiembre, el vicealmirante Struble decidió realizar otro día de bombardeos y los destructores volvieron por canal frente a Wolmido el 14 de setiembre. Ellos y los cruceros bombardearon la isla nuevamente ese día, y los aviones del portaaviones de la fuerza de tarea la bombardearon y ametrallaron.
A las 00:50 del 15 de setiembre de 1950, el teniente Clark y su escuadra surcoreana activaron el faro de la isla Palmido. Más tarde en esa mañana, los buques que llevaban la fuerza anfibia siguieron a los destructores hacia Incheon y entraron al Canal del Pez Volador y los infantes de marina de la fuerza de invasión se alistaron para realizar los primeros desembarcos en Wolmido.

## La batalla

El desembarco en Incheon.

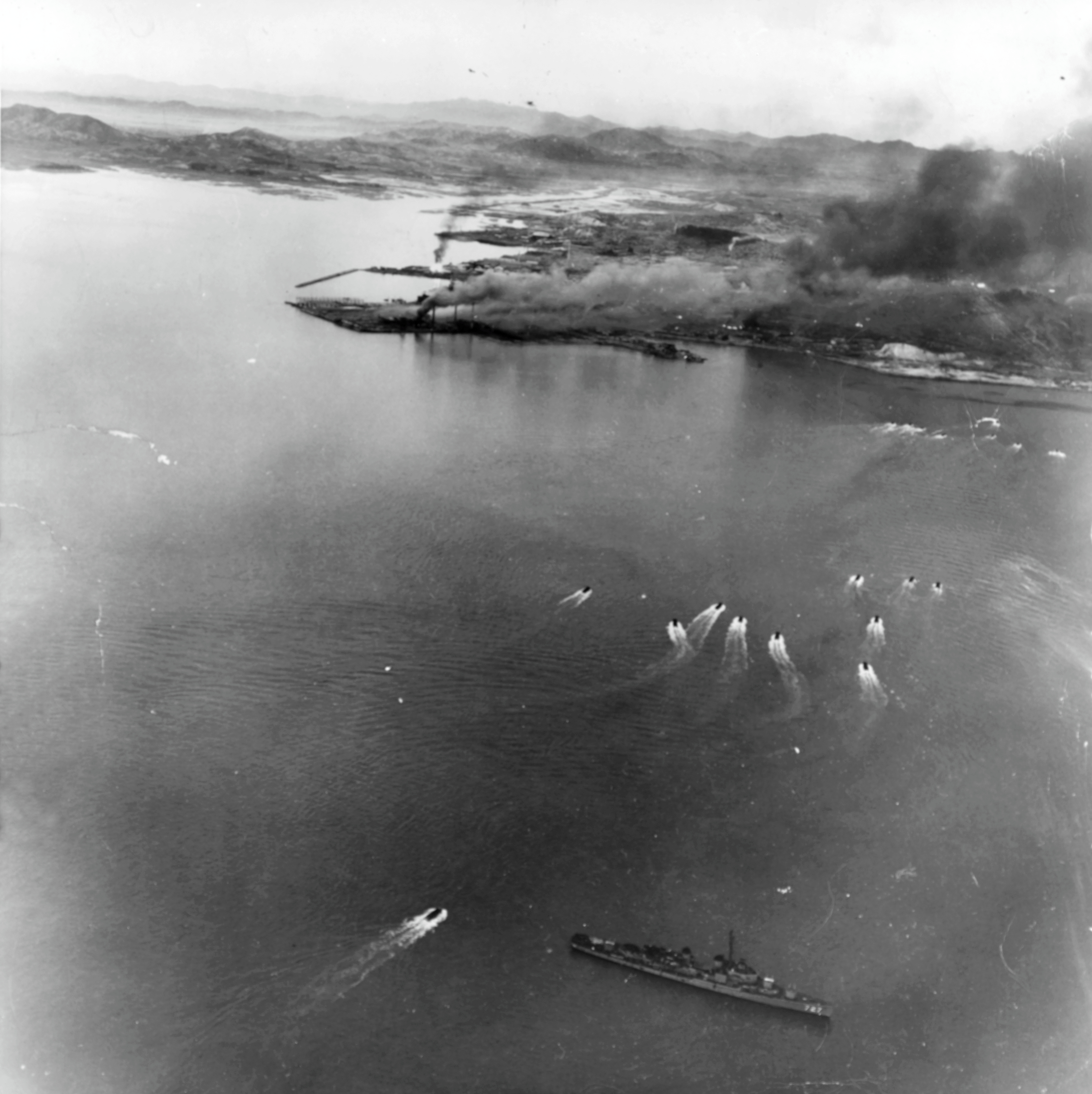
Lanchas de desembarco de la primera y segunda ola se acercan a la Playa Azul el 15 de septiembre de 1950. Se puede ver al fondo al centro al destructor estadounidense, que les proporciona cubierta.

### Playa Verde

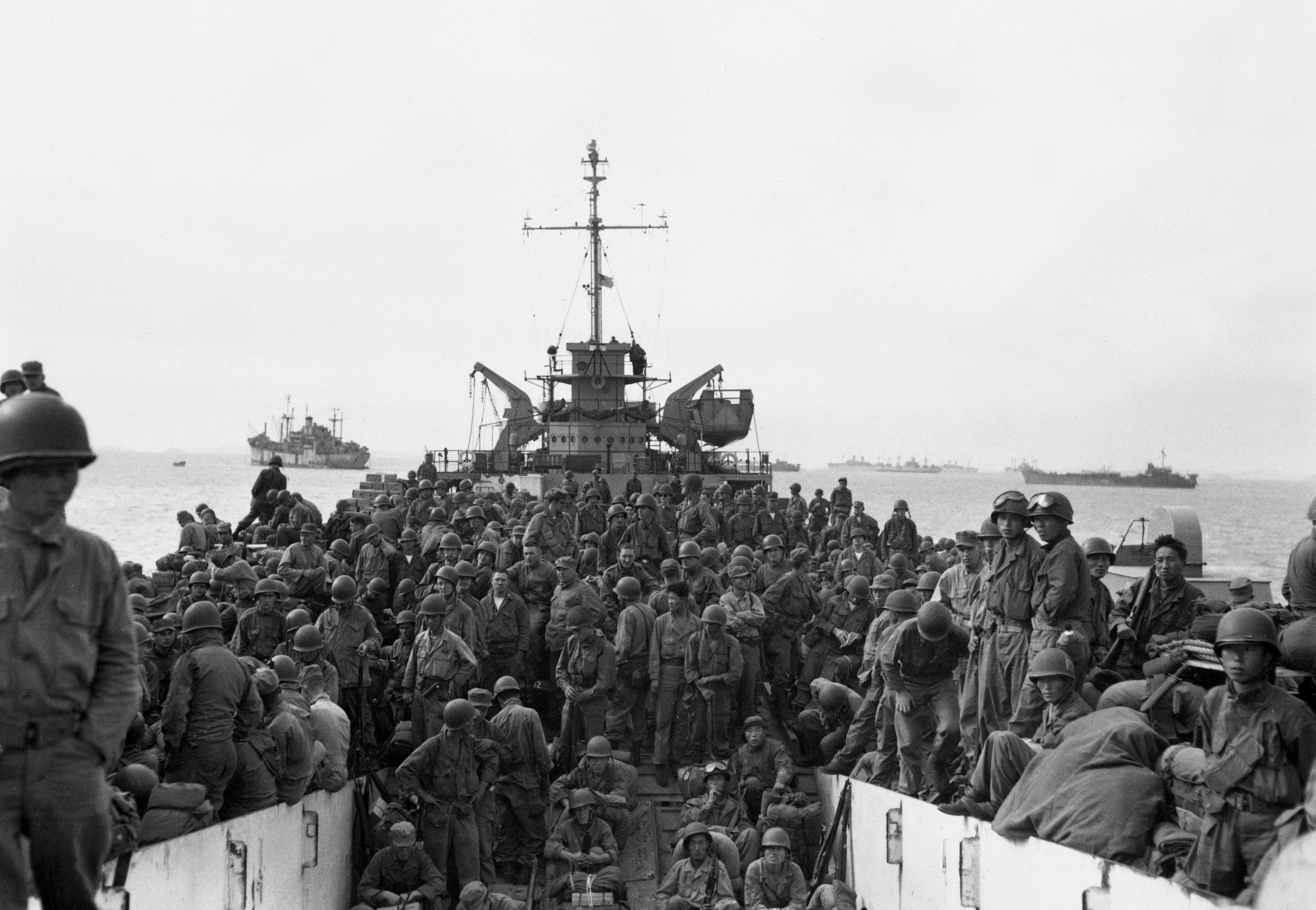
El 31.º de Infantería desembarca en Inchon.

A las 06:30 del 15 de septiembre de 1950, los elementos de cabeza del X Cuerpo alcanzan la Playa Verde en lado norte del Wolmido. La fuerza de desembarco consistía del 3.º Batallón, 5.º Regimiento de Marines, liderados por el teniente coronel Robert Taplett y nueve tanques M26 Pershing del 1.º Batallón de Tanques del Cuerpo de Infantería de Marina.[cita requerida] Un tanque estaba equipado con un lanzallamas y otros dos tenían instaladas palas de buldócer. El grupo de batalla desembarcó desde buques de desembarco de tanques. Toda la isla había sido capturada para el mediodía con solo 14 bajas.
Las fuerzas norcoreanas eran superadas en número por más de seis a uno por las tropas de las Naciones Unidas. Las bajas norcoreanas incluyeron más de 200 muertos y 136 capturados, principalmente del 918.º Regimiento de Artillería y del 226.º Regimiento Independiente de Infantería de Marina. Las fuerzas en las Playa Verde tuvieron que esperar hasta las 19:50 para que la marea subiera, permitiendo que otro grupo desembarcara. Durante este tiempo, un extensivo bombardeo aéreo y de artillería, junto con minas antitanques colocadas en el único puente, impidieron a la pequeña fuerza norcoreana lanzar un contraataque significativo.[cita requerida] La segunda ola desembarcó en la Playa Roja y la Playa Azul.
El ejército norcoreano no espeba una invasión en Incheon. Después del ataque contra la Playa Verde, el ejército norcoreano suponía (probablemente debido a la deliberada desinformación estadounidense, que la invasión principal ocurriría en Gunsan.[cita requerida] Como resultado, solo una pequeña fuerza fue desviada hacia Incheon. Pero incluso aquellas fuerzas llegaron demasiado tarde, ya que las fuerzas de las Naciones Unidas tomaron antes la Playa Azul y la Playa Roja. Las tropas ya estacionadas en Incheon habían sido debilitadas por las guerrillas de Clark y los bombardeos con napalm habían destruido depósitos claves de municiones. En total 261 buques participaron en esta operación.[cita requerida]
El vicealmirante James H. Doyle, comandante un grupo anfibio preparado, anunció que para la Playa Roja y la Playa Azul la hora H, u hora del desembarco, sería las 17:30.
El 22.º Regimiento de Infantería norcoreano se había movido hacia Incheon antes del amanecer el 15 de septiembre de 1950 pero retrocedió a Seúl después del desembarco principal esa tarde.

### Playa Roja

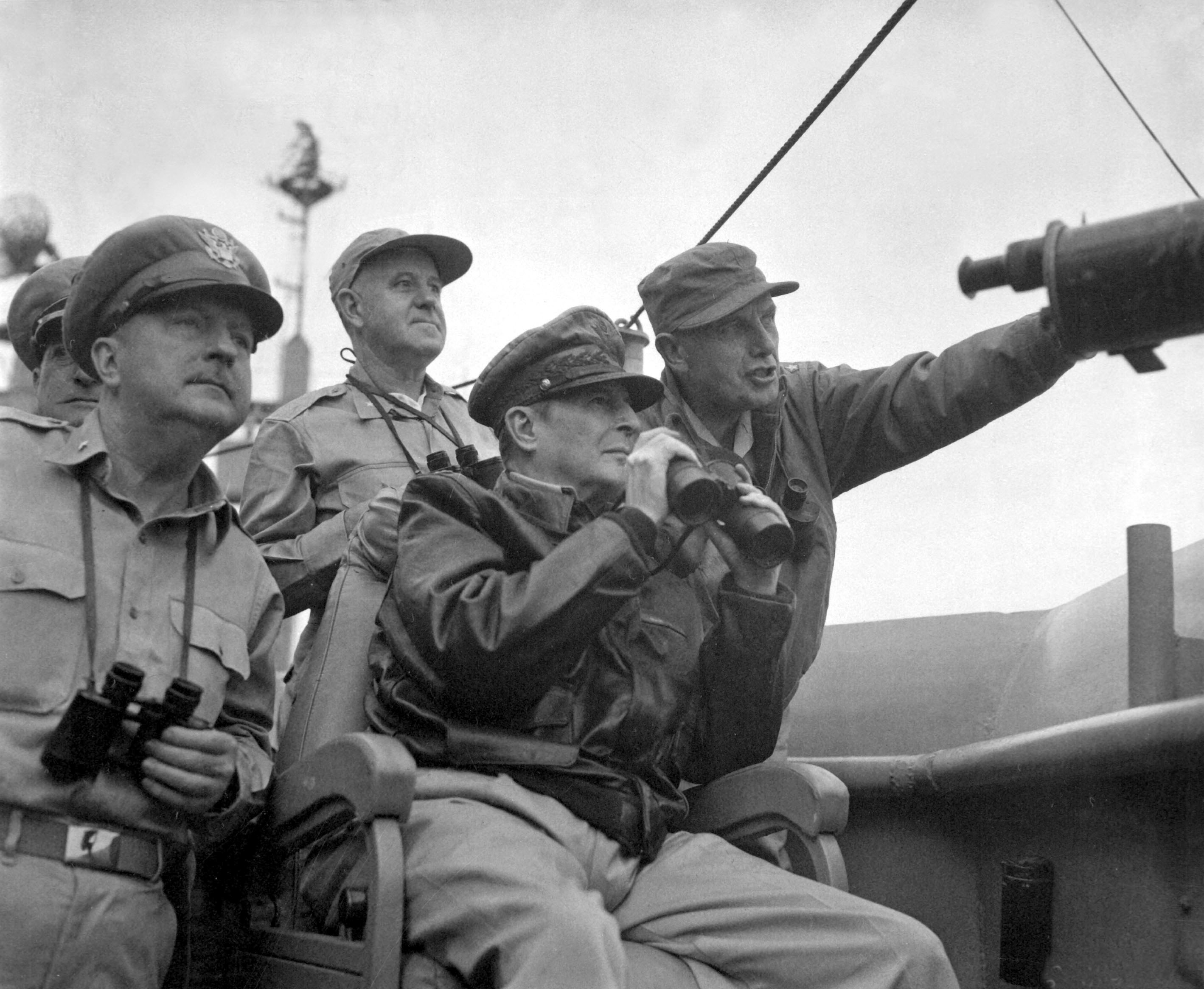
El general Douglas MacArthur (centro), comandante en jefe de las fuerzas de las Naciones Unidas, observa el bombardeo de ligeramente defendido Incheon desde el buque estadounidense de mando de fuerza anfibia el 15 de septiembre de 1950.

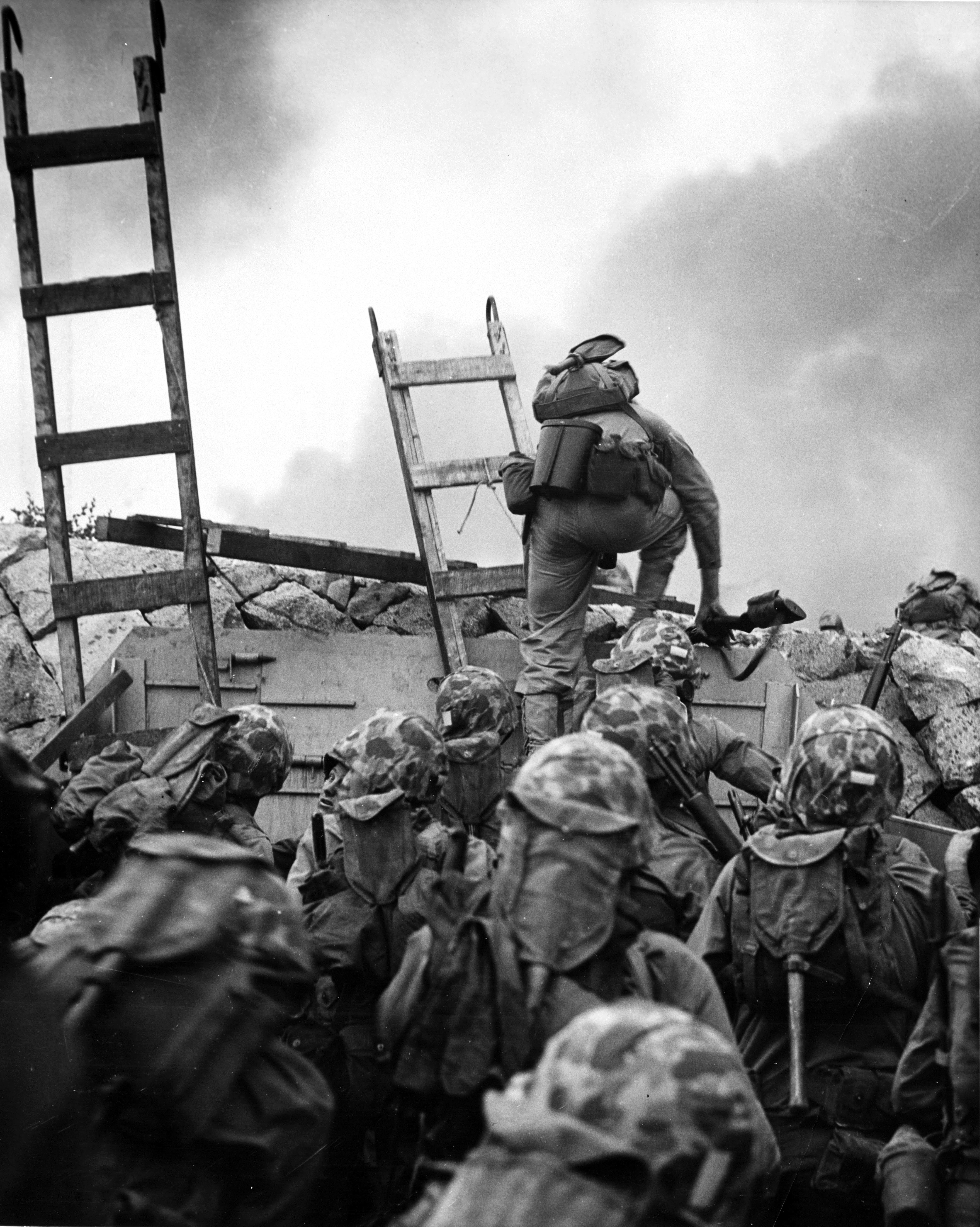
El teniente Baldomero López perteneciente al Cuerpo de Marines de los Estados Unidos escalando un rompeolas después de desembarcar en la Playa Roja (15 de septiembre). Minutos más tarde de que esta foto fuera tomada, López murió después de cubrir una granada activa con su cuerpo. A él le fue otorgada póstumamente la Medalla de Honor.

Las fuerzas de la Playa Roja, compuestas por el 5.º Regimiento de Marines, que incluía al 3.º Batallón del Cuerpo de Infantería de Marina de la República de Corea (en inglés: Republic of Korea Marine Corps, ROKMC), usaron escalas para superar los rompeolas. Luego la misión del teniente coronel Raymond L. Murray, sirviendo como el oficial al mando del 5.º Regimiento, era capturar un área de tres mil yardas de profundidad, que se extendía desde la Colina Cementerio (al norte) en la parte superior hasta la Cuenca Interior de Mareas (cerca de la Cuenca de Mareas en la parte inferior) y que incluía el promontorio al medio conocido como la Colina Observatorio. (Ver mapa) El 1.º Batallón estaría a la izquierda, contra la Colina Cementerio y la mitad norte de la Colina Observatorio. El 2.º Batallón tomaría la mitad sur de la Colina Observatorio y la Cuenca Interior.
Posteriormente en la tarde del 15 de septiembre, los LST se acercaron a la Playa Roja y se vieron bajo fuerte ataque con morteros y ametralladoras proveniente de los defensores norcoreanos ubicados en la Colina Cementerio. A pesar del fuego concentrado, ellos desembarcaron tropas de asalto y descargaron equipo de apoyo vital. Adicionalmente sus cañones barrieron las baterías enemigas en el flanco derecho de la Playa Roja. Tres de las ocho LST (LST-857, LST-859 y LST 973 ) recibieron algunos impactos del fuego de morteros y ametralladoras, los que mataron a un marinero e hirieron algunos pocos más. Los LST completaron la descarga y abandonaron la playa con la marea alta a principios del 16 de septiembre.
Después de neutralizar las defensas norcoreanas en Inchon en la noche del 15 de septiembre, abrieron la calzada elevada a Wolmi-do, permitiendo que el 3.º Batallón del 5.º de Infantería de Marina y los tanques de la Playa Verde entraran a la batalla de Inchon. A principios de la mañana del 16 de septiembre, el 5.º de Infantería de Marina (las fuerzas en la Playa Roja y la Playa Verde) marcharían a través de la ciudad en Inchon, tomándola durante la tarde.
Las fuerzas de la Playa Roja sufrieron ocho muertos y 28 heridos.[cita requerida]

### Playa Azul
Bajo el mando del entonces coronel Lewis Burwell "Chesty" Puller, el 1.er Regimiento de Marines desembarcó en la Playa Azul que estaba significativamente más al sur de las otras dos playas y llegó a tierra firme al final. La misión del 1.º de Infantería de Marina del coronel Puller en este desembarco era tomar la cabeza de playa y el camino a Yongdungpo y Seúl. El segundo Batallón desembarcaría a la izquierda en Playa Azul Uno y el 3.º Batallón desembarcaría en Playa Azul Dos. Una pequeña ensenada cerca del rincón sur de Playa Azul Dos fue llamada Playa Azul Tres. Cuando se aproximaban a la costa, el fuego combinado de varios emplazamientos de artillería norcoreanos hundieron un LST. El fuego de los destructores y bombardeo aéreo silenciaron las defensas norcoreanas. Cuando finalmente llegaron a tierra firme, las fuerzas norcoreanas en Incheon ya se habían rendido, de tal forma que las fuerzas de Playa Azul sufrieron pocas bajas y encontraron poca oposición. El 1.º de Infantería de Marina pasó la mayor parte de su tiempo reforzando la cabeza de playa y preparando la invasión tierra adentro.

### Ataque aéreo contra el USSRochester
Justo antes del amanecer a las 05:50 del 17 de septiembre, un Yak-9 y un Il-2 norcoreanos realizaron una pasada de ataque contra el USS Rochester mientras se encontraba anclado frente a Wolmi-do. Inicialmente se pensó que los aviones eran amigos hasta que dejaron caer cuatro bombas sobre el buque estadounidense. Todas fallaron excepto una que impactó de rebote contra la grúa del Rochester y que no detonó. No se produjeron bajas estadounidenses en este ataque y los tripulantes pintaron un Corazón Púrpura en la grúa como un recuerdo de cuán cerca estuvo el buque de ser dañado gravemente. Después del bombardeo, el Rochester y el cercano Jamaica abrieron fuego contra los aviones atacantes con sus cañones. Después el Il-2 norcoreano ametralló al crucero británico, provocando la muerte de un marinero e hiriendo a dos más. Aproximadamente al mismo tiempo, el fuego del Jamaica impactó al Il-2 y este se estrelló en el mar.  El Yak-9 huyó después de perder a su compañero.

## Consecuencias

### Cabeza de playa

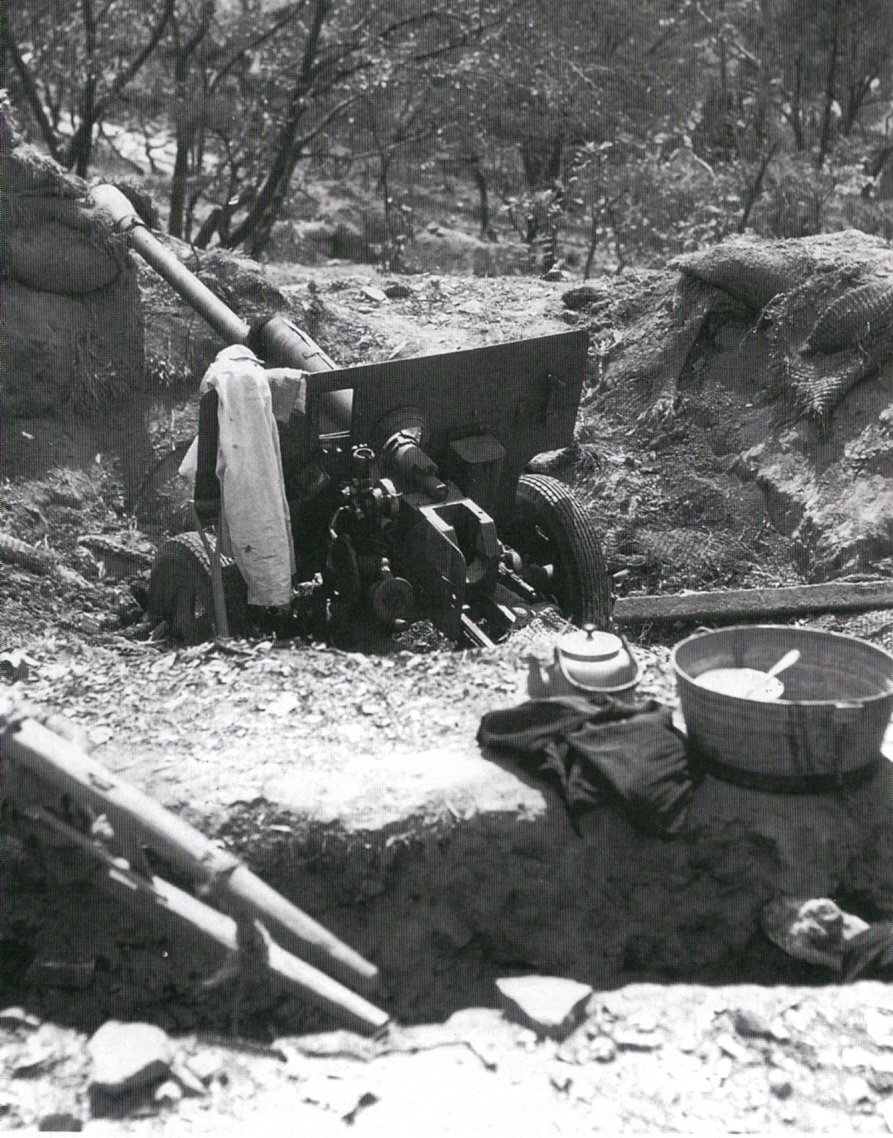
Un ZiS-3 norcoreano de fabricación soviética abandonado en una colina con vista al puerto de Incheon después de ser capturado por las fuerzas de las Naciones Unidas.

Inmediatamente después de que se acabó la resistencia norcoreana en Incheon, comenzó el proceso de abastecimiento y reforzamiento. Los Seabee y los Equipos de Demolición Submarina  que habían llegado junto con los infantes de marina estadounidenses construyeron un muelle de pontones en la Playa Verde y sacaron los escombros del agua. Luego el muelle fue utilizado para descargar los LST restantes.
Documentos escritos por Kim Il-sung y recuperados por las tropas de las Naciones Unidas poco después del desembarco decían: "El plan original era finalizar la guerra en un mes, no podíamos acabar con cuatro divisiones estadounidenses...Fuimos tomados por sorpresa cuando llegaron las tropas de las Naciones Unidas y la fuerza aérea y la armada estadounidenses."[cita requerida]
A principios de la mañana del 16 de septiembre, el teniente coronel Murray y el coronel Puller recibieron sus órdenes operacionales de parte del general Oliver P. Smith. El 1.º y el 5.º de Infantería de Marina comenzaron a moverse a lo largo del camino Inchon-Seúl.
El 16 de septiembre, los norcoreanos, dándose cuenta de su error, enviaron seis columnas de tanques T-34 hacia la cabeza de playa. Estos iban completamente solos, sin apoyo de infantería. Fueron divisados por una fuerza de ataque de F4U Corsair en la aldea de Kansong-ni, al este de Inchon. En respuesta, dos vuelos de F4U Corsair pertenecientes al Escuadrón de Caza de la Infantería de Marina 214 (VMF-214) bombardearon a los atacantes. Las columnas blindadas sufrieron extensos daños y las fuerzas estadounidenses perdieron un avión. Un rápido contraataque realizado por tanques M26 Pershing destruyeron al resto de la división blindada norcoreana y limpiaron el camino para la captura de Incheon.

### La captura del aeródromo de Kimpo

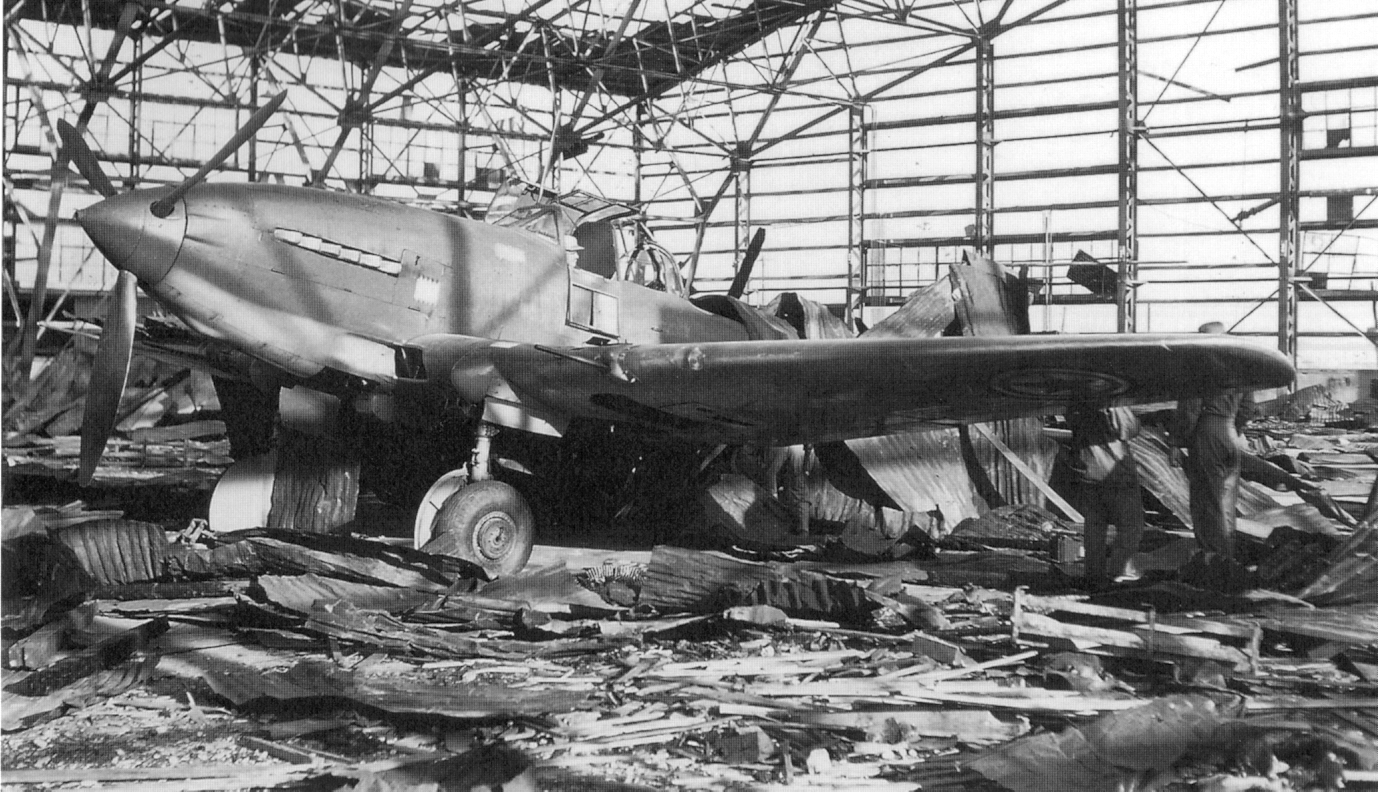
Un avión de ataque Ilyushin Il-10 de fabricación soviética norcoreano capturado por las fuerzas de las Naciones Unidas en el aeródromo de Gimpo en septiembre de 1950.

El aeródromo de Gimpo era uno de los más grandes e importantes en Corea.
El 17 de septiembre, el general MacArthur fue extremadamente urgente en su pedido para una captura rápida del aeródromo de Kimpo ya que era la base aérea más grande en toda Corea. Una vez que fuera asegurado, la Quinta Fuerza Aérea podría llevar sus cazas y bombarderos desde Japón para operar más fácilmente contra Corea del Norte. El ataque contra el aeródromo de Kimpo fue realizado por el 2.º Batallón 5.º de Infantería de Marina. Esa noche en Kimpo, los norcoreanos organizaron su defensa del aeródromo. Kimpo estaba bajo el mando del brigadier general Wan Yong. Las tropas del general Wan eran un conglomerado de tropas de combate a medio entregar y de fuerzas de servicios. Varias unidades norcoreanas ya habían huido a través del río Han en dirección a Seúl para escapar del combate. La defensa norcoreana era casi tan mala como la moral de los hombres quienes se daban cuenta de que no obtendrían ninguna ayuda de los oficiales norcoreanos en Seúl.
Para la mañana el enemigo se había retirado completamente y el aeródromo de Kimpo estaba seguro en las manos de los infantes de marina. El aeródromo de Kimpo estaba en excelente estado; el enemigo no había tenido tiempo para realizar ninguna demolición importante. De hecho, varios aviones enemigos estaban aún en el aeródromo. De esa forma ahora Kimpo se convertiría en el centro de las operaciones aéreas terrestres de los aliados.
El 19 de septiembre, el Cuerpo de Ingenieros del Ejército de los Estados Unidos reparó la línea de ferrocarril local hasta 8 millas (13 km) tierra adentro. Después de la captura del aeródromo de Kimpo, los aviones de transporte comenzaron a traer gasolina y armamento para los aviones estacionados allí. Los infantes de marina continuaron descargando abastecimientos y refuerzos. Para el 22 de septiembre, ellos habían descargado 6629 vehículos y 53 882 soldados, junto con 23 000 toneladas de abastecimientos.

### Batalla de Seúl

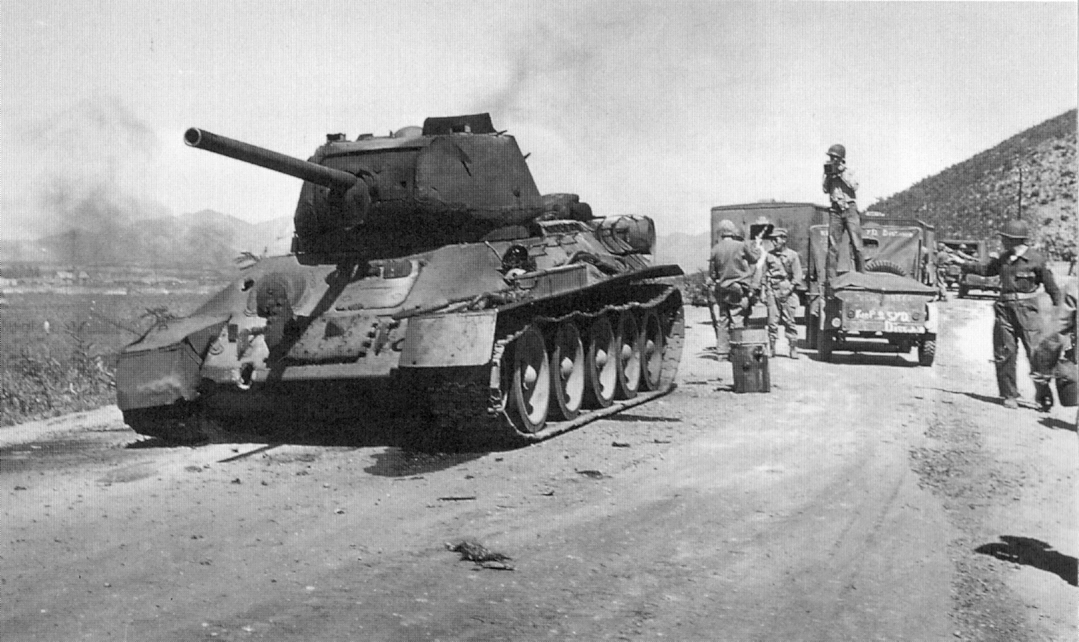
Un tanque T-34 norcoreano de fabricación soviética destruido por las fuerzas del Cuerpo de Marines de los Estados Unidos] durante el avance de las Naciones Unidas desde Incheon a Seúl en septiembre de 1950.

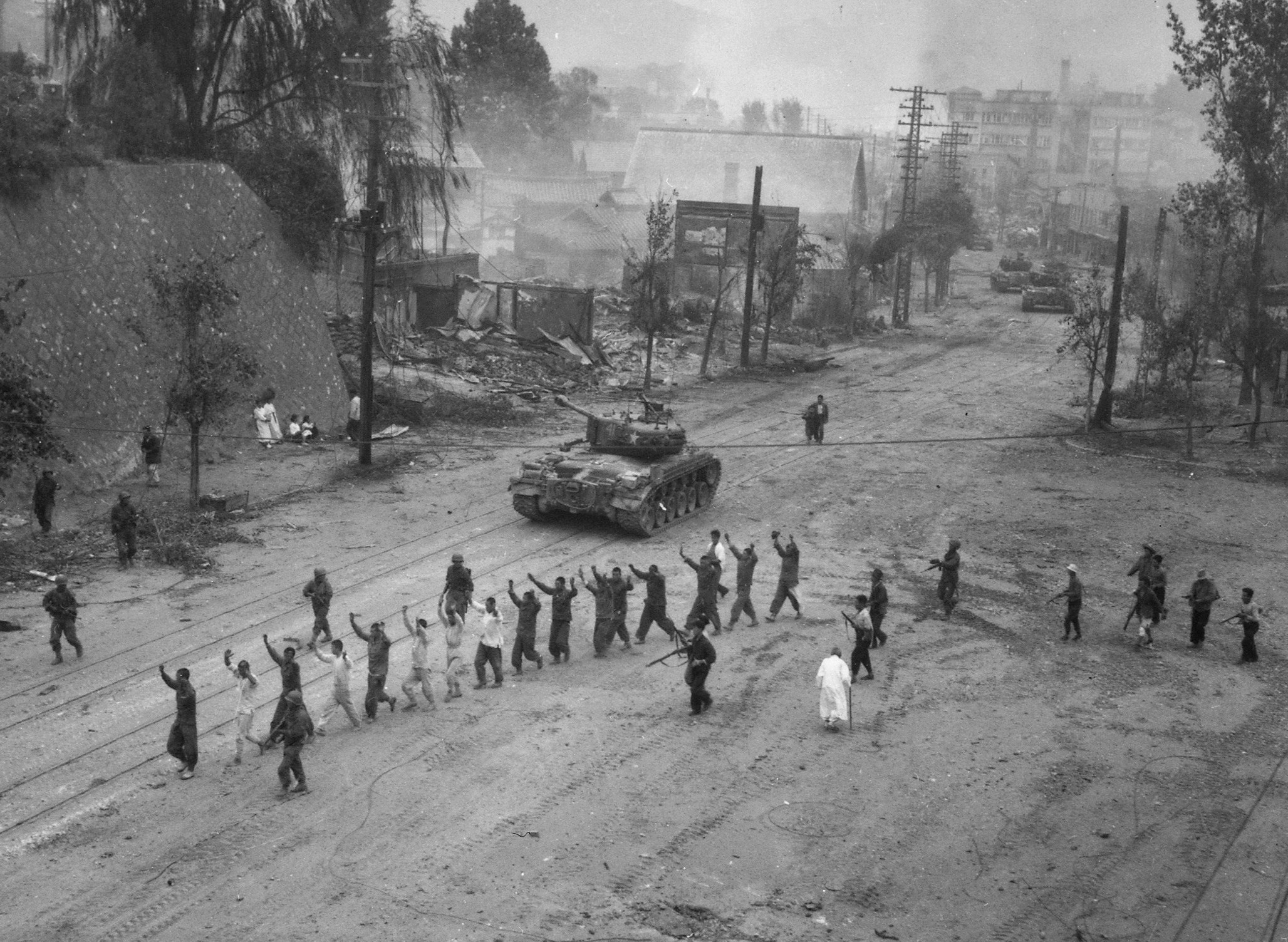
Tanques M26 Pershing estadounidenses en el centro de Seúl durante la Segunda Batalla de Seúl. En primer plano tropas de las Naciones Unidas reúnen prisioneros de guerra norcoreanos.

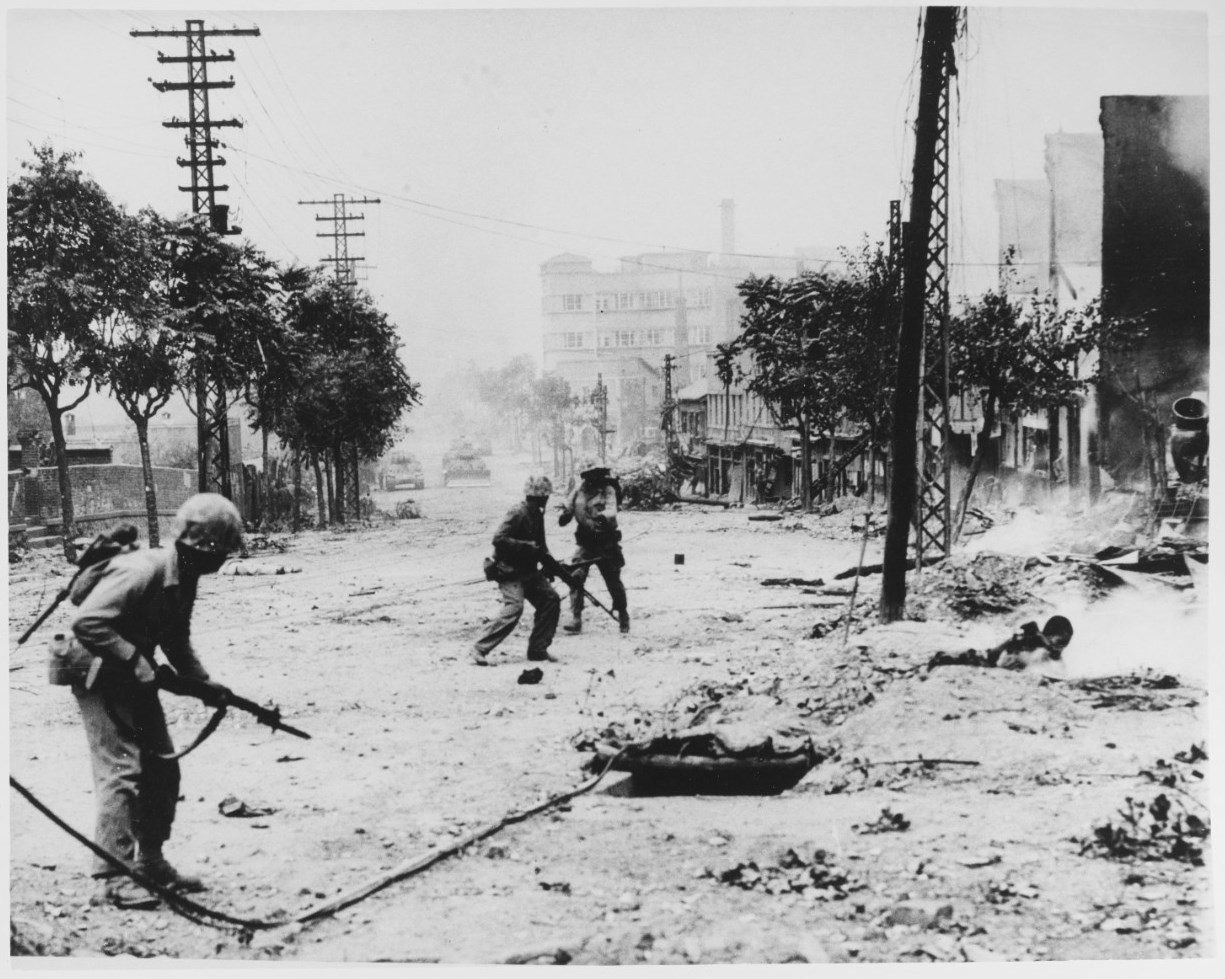
Infantes de marina estadounidenses en pleno combate urbano durante la batalla de Seúl a finales de septiembre de 1950. Los infantes de marina están armados con un fusil M1 y un Fusil Automático Browning M1918. En la calle se ven civiles coreanos muertos durante la batalla. A la distancia se ven tanques M4 Sherman.

En contraste a la rápida victoria en Incheon, el avance a Seúl fue lento y sangriento. El ejército norcoreano lanzó otro ataque con tanques T-34, que fueron emboscados y destruidos, así como una incursión de bombardeo con aviones Yak en el puerto de Incheon, la cual hizo pocos daños. El ejército norcoreano intentó demorar la ofensiva de las Naciones Unidas para tener tiempo de reforzar Seúl y retirar tropas desde el sur.[cita requerida] Aunque advertido de que el proceso de tomar Seúl le permitiría a las fuerzas restantes del ejército norcoreano en el sur escapar, MacArthur sentía que él estaba obligado a cumplir con la promesa dada al gobierno surcoreano de retomar la capital tan pronto como fuera posible.[cita requerida]
Al segundo día, los buques que transportaban a la ..ª División de Infantería estadounidense llegaron al puerto de Incheon. El general Almond estaba ansioso de poner a la división en posición para bloquear un posible movimiento enemigo desde el sur de Seúl. En la mañana del 18 de septiembre, el 2.º Batallón del 32.º Regimiento de Infantería de la división desembarcó en Incheon y el resto del regimiento pudo poner pie en tierra firme más tarde ese mismo día. A la siguiente mañana, el 2.º Batallón se movió para relevar al batallón de la Infantería de Marina que estaba ocupando posiciones en el flanco derecho al sur de Seúl. Mientras tanto, el 31.º Regimiento de la 7.ª División desembarcó en Incheon. La responsabilidad de la zona sur de la carretera a Seúl pasó a la 7.ª división a las 18:00 del 19 de septiembre. Posteriormente la 7.ª División se vería envuelta en fuertes combates con soldados norcoreanos en las afueras de Seúl.
Antes de la batalla, Corea del Norte tenía solo un división subdotada en la ciudad, con la mayoría de sus fuerzas al sur de la capital. MacArthur personalmente supervisó al 1.º Regimiento de Infantería de Marina a medida que combatía a través de las posiciones norcoreanas en el camino a Seúl. El control de la Operación Chromite le fue entregado al mayor general Edward Almond, el comandante del X Cuerpo. El general Almond tenía mucha prisa en capturar Seúl para el 25 de septiembre, exactamente tres meses después del asalto norcoreano a través del paralelo 38. El 22 de septiembre, los infantes de marina entraron a Seúl para encontrarlo fuertemente fortificado. Las bajas se acumularon a medida que las fuerzas se veían involucradas en combates casa por casa. El 26 de septiembre, el Hotel Bando (que había servido como la Embajada de Estados Unidos) fue tomado por la Compañía Easy del 2.º Batallón, 1.er Regimiento de Marines. Durante este combate aproximadamente 12 prisioneros de guerra norcoreanos fueron muertos (aparentemente desnudos y desarmados) en el sótano del edificio.
El general Almond declaró liberada la ciudad el 25 de septiembre incluso aunque los infantes de marina aún estaban combatiendo casa a casa.

### Ruptura del Perímetro de Pusan
Mientras tanto, el 5.º Regimiento de Marines desembarcó en Inchon. Las últimas tropas norcoreanas en Corea del Sur que aún combatían fueron derrotadas cuando el Octavo Ejército de Walton H. Walker rompieron el perímetro de Pusan, uniéndose al X Cuerpo en un ataque coordinado contra las fuerzas del ejército norcoreano. De los 70 000 soldados norcoreanos alrededor de Pusan, después de la batalla del Perímetro de Pusan quedaban menos de la mitad, con las bajas sufridas entre el 1 y 15 de septiembre estimadas aproximadamente entre 36 000 a 41 000 muertos y capturados, con una cantidad desconocida de heridos. Sin embargo, debido a que las fuerzas de las Naciones Unidas se habían concentrado en tomar Seúl más que en cortar la retirada hacia el norte del ejército norcoreano, los restantes 30 000 soldados norcoreanos escaparon a través del río Yalu, donde ellos pronto fueron resconstituidos como el núcleo de la formación de nuevas divisiones del ejército norcoreano apresuradamente reequipadas por la Unión Soviética. El asalto aliado continuo hacia el norte en dirección al río Yalu hasta la intervención en la guerra de la República Popular de China en noviembre de 1950.

## Análisis
La mayoría de los eruditos militares consideran esta batalla como una de las más decisivas operaciones militares en la guerra moderna. Sin embargo, Russell Stolfi argumenta que el desembarco en sí mismo fue una pieza maestra estratégica pero que fue seguida por avance hacia Seúl en una batalla terrestre tan lenta y medida que constituyó un desastre operacional, anulando grandemente el éxito del desembarco. Él contrasta el estilo estadounidense de hacer la guerra con la de los alemanes al comparar la operación Incheon-Seúl estadounidense y la ofensiva alemana en el Báltico del año 1941. Las fuerzas estadounidenses lograron una pieza maestra estratégica en el desembarco de Incheon en septiembre de 1950 y luego lo anularon por una avance lento, tentativo de 11 días hacia Seúl, que estaba solo a 20 millas (32 km) de distancia. Por contraste en la región báltica en el año 1941 las fuerzas alemanas lograron una sorpresa estratégica en el primer día de su ofensiva y luego, exhibiendo una mentalidad de ruptura, empujaron rápidamente hacia adelante, capturando posiciones claves y avanzando casi 200 millas (322 km) en cuatro días. El avance estadounidense fue caracterizado por órdenes restrictivas y cautas preocupadas por líneas de fase, reconocimiento limitado y puestos de mando ubicados en la retaguardia, mientras que los alemanes posicionaban a su líderes tan adelante como fuera posible, confiaban en cortas órdenes escritas u orales, reorganizando los grupos de combate para enfrentar circunstancias inmediatas no previstas y realizaban vigorosos reconocimientos.